# رمون ماستروتو
رمون ماستروتو (فرانسوی: Raymond Mastrotto‎; ۱ نوامبر ۱۹۳۴ – ۱۱ مارس ۱۹۸۴) دوچرخه‌سوار اهل فرانسه بود.